# A Voice from the Fireplace
A Voice from the Fireplace è un cortometraggio muto del 1910. Il nome del regista non viene riportato nei credit.

## Produzione
Il film, che fu prodotto dalla Essanay Film Manufacturing Company, venne girato negli Essanay Studios, al 1333-45 W. Argyle Street di Chicago, dove la casa di produzione aveva la sua sede.

## Distribuzione
Distribuito dalla Essanay Film Manufacturing Company, il film - un cortometraggio lungo 148 metri - uscì nelle sale cinematografiche USA il 2 febbraio 1910. Nelle proiezioni, veniva programmato con il sistema dello split reel, accorpato in un'unica bobina con un altro cortometraggio prodotto dall'Essanay, The Wrong Man.